# Annelund, Gotland

Annelund är ett gravfält vid Visby flygplats på Gotland, bestående av flera hundra gravar.
Gravarna har anlagts redan under yngre bronsåldern, men fältet har använts huvudsakligen under järnåldern. Vanligaste gravtypen är låga runda övertorvade stensättningar (2–18 meter i diameter), men även hjulkorsgravar, skeppssättningar, och resta stenar förekommer. Under åren 1955–1956 undersöktes 78 gravar. Från 1969 undersöktes gravfältet på nytt, och 1976 hade omkring 320 gravar undersökts. 1987 ansågs gravfältet vara totalundersökt. En del av de mer intressanta gravarna har efter utgrävningen rekonstruerats.